# 東海総合通信局
東海総合通信局（とうかいそうごうつうしんきょく）は、情報通信行政を所管する総務省の地方支分部局である。岐阜県・静岡県・愛知県・三重県を管轄している。

## 所在地
〒461-8795：愛知県名古屋市東区白壁一丁目15番1号 名古屋合同庁舎第3号館

## 組織
局長の下、次の組織により構成されている。
- 総務部（総務課 - 企画広報室 - 財務課　- 信書便監理官）
- 情報通信部（電気通信事業課 - 情報通信連携推進課 - 情報通信振興課）
- 放送部（放送課 - 有線放送課）
- 無線通信部（企画調整課 - 航空海上課 - 陸上課）
- 電波監理部（電波利用環境課 - 監視課 - 調査課）
- 総括調整官
- サイバーセキュリティ室

## 沿革
- 1935年（昭和10年）2月6日：名古屋逓信局監督課に無線係を設置。
- 1984年（昭和59年）11月22日：現在の名古屋合同庁舎第3号館に移転。
- 1985年（昭和60年）4月1日：郵政省設置法の改正により東海電気通信監理局となる。
- 2001年（平成13年）1月6日：中央省庁再編に伴う組織変更により東海総合通信局に改称。